# Mucchio selvaggio (split tape)
Mucchio selvaggio è una split tape divisa fra i gruppi Hardcore punk torinesi Negazione e Declino.

## Tracce

### Negazione
1. Irrazionalità sconnessa
2. Maggioranza/Minoranza
3. Tutti pazzi
4. Non mi dire
5. Omicida 357 Magnum
6. Plastica umanita
7. Alibi

### Declino
1. Intro + Vittime
2. Inutile trionfo
3. Frontiere
4. Terra bruciata + Giustizia parte II
5. Mortale tristezza
6. Vita
7. Diritto dovere
8. Eresia